# Letteratura come vita
Letteratura come vita è un saggio pubblicato da Carlo Bo nel 1938 sulla rivista Il Frontespizio, contenente i fondamenti teorico-metodici della poesia ermetica, di cui è considerato, al di là delle denegazioni dell'Autore,  come il manifesto. Bo pronunciò il testo al Quinto Convegno degli Scrittori Cattolici di San Miniato di quell'anno; dopo la pubblicazione di questo saggio, l'autore si allontanò da Frontespizio, prendendo una strada più personale rispetto alla redazione di quel periodico.

## Tema
Riorchestrando Sainte-Beuve con Renato Serra e du Bos, per Carlo Bo la letteratura e la vita si consacravano, come termini di un'endiadi, alla verità; in ciò egli si fa precoce crociato della "purezza" ermetica, poi abbandonata nel Dopoguerra. Bo, in un articolo di quasi sessant'anni dopo, scrisse sul Corriere della Sera: 